# 5392 Parker
5392 Parker este o planetă minoră (asteroid), cu un diametru de 7,053 km, din Mars-crossing asteroid⁠(d). A fost descoperită pe 12 ianuarie 1986 la Observatorul Palomar de Carolyn S. Shoemaker și a fost numită după Donald C. Parker⁠(d). 
Obiectul prezintă o orbită caracterizată de o semiaxă mare de 2,3500687 UAi, o excentricitate de 0,34, o înclinație de 22,06181 ° în raport cu ecliptica.